# Misión sui iuris de Turkmenistán
La misión sui iuris de Turkmenistán (en latín: Missio sui iuris Turcmenistaniana y en ruso: Миссия sui iuris в Туркменистане) es una circunscripción eclesiástica de la Iglesia católica en Turkmenistán. Se trata de una misión sui iuris latina, inmediatamente sujeta a la Santa Sede. Desde el 29 de septiembre de 1997 su superior es el presbítero Andrzej Madej, de los Misioneros Oblatos de María Inmaculada.

## Territorio y organización
La misión sui iuris tiene 488 100 km² y extiende su jurisdicción sobre los fieles católicos de rito latino residentes en todo el territorio de Turkmenistán.
La sede de la misión sui iuris se encuentra en la ciudad de Asjabad, en donde se halla la Procatedral de la Transfiguración en la capilla de la nunciatura apostólica en Turkmenistán.
En 2022 en la misión sui iuris existía solo la parroquia procatedral, además de una capilla.

## Historia
En el siglo XIX los católicos comenzaron a llegar al Turkmenistán actual, principalmente debido a las deportaciones de otras partes del Imperio ruso, incluidas Polonia y Lituania. A principios del siglo XX ya era un grupo de aproximadamente 5000 católicos que tenía una parroquia en Asjabad y varias capillas en Turkmenbashi, Türkmenabat, Mary y Serdar.
Después de que los bolcheviques tomaron el poder y crearon la Unión Soviética comenzó la persecución de los católicos y pronto sus lugares de culto fueron cerrados. La Iglesia se vio obligada a permanecer clandestina hasta el colapso de la Unión Soviética en 1991.
El 27 de octubre de 1991 Turkmenistán declaró su independencia y el 10 de julio de 1996 la Santa Sede estableció relaciones diplomáticas oficiales con el nuevo país, lo que permitió construir su propia jerarquía eclesiástica allí. En junio de 1997 el arzobispo Pier Luigi Celata, nuncio apostólico en Turquía, presentó sus cartas credenciales a las autoridades turcomanas estableciendo la nunciatura apostólica en Turkmenistán. Se abrió así el camino a la llegada de los misioneros.
La misión sui iuris fue erigida el 29 de septiembre de 1997 separando territorio de la administración apostólica de Karagandá de los latinos (hoy diócesis de Karagandá). En marzo de 2010 la Iglesia católica fue registrada oficialmente por el Gobierno turcomano.
En 2016 fue ordenado el primer sacerdote católico originario de Turkmenistán.

## Estadísticas
Según el Anuario Pontificio 2023 la misión sui iuris tenía a fines de 2022 un total de 260 fieles bautizados.
| Año                                                                             | Población            | Población | Población      | Sacerdotes | Sacerdotes    | Sacerdotes    | Bautizados por sacerdote | Diáconos permanentes | Religiosos | Religiosos | Parroquias |
| Año                                                                             | Bautizados católicos | Total     | % de católicos | Total      | Clero secular | Clero regular | Bautizados por sacerdote | Diáconos permanentes | Varones    | Mujeres    | Parroquias |
| ------------------------------------------------------------------------------- | -------------------- | --------- | -------------- | ---------- | ------------- | ------------- | ------------------------ | -------------------- | ---------- | ---------- | ---------- |
| 1999                                                                            | 500                  | 4 149 000 | 0.0            | 2          |               | 2             | 250                      |                      | 2          |            | 1          |
| 2000                                                                            | 500                  | 5 000     | 0.0            | 3          |               | 3             | 250                      |                      | 3          |            | 1          |
| 2004                                                                            | 50                   | 5 000     | 0.0            | 2          |               | 2             | 25                       |                      | 2          | 1          | 2          |
| 2005                                                                            | 50                   | 5 000     | 0.0            | 2          |               | 2             | 25                       |                      | 2          |            | 2          |
| 2007                                                                            | 80                   | 5 000     | 0.0            | 2          |               | 2             | 40                       |                      | 2          | 1          | 1          |
| 2010                                                                            | 95                   | 5 000     | 0.0            | 4          | 2             | 2             | 23                       |                      | 3          | 2          | 1          |
| 2014                                                                            | 160                  | 5 216 000 | 0.0            | 3          |               | 3             | 53                       |                      | 8          |            | 1          |
| 2017                                                                            | 200                  | 5 144 000 | 0.0            | 3          |               | 3             | 66                       |                      | 5          | 3          | 1          |
| 2020                                                                            | 250                  | 5 254 700 | 0.0            | 3          |               | 3             | 83                       |                      | 4          |            | 1          |
| 2022                                                                            | 260                  | 5 408 000 | 0.0            | 2          |               | 2             | 130                      |                      | 3          |            | 1          |
| Fuente: Catholic-Hierarchy, que a su vez toma los datos del Anuario Pontificio. |                      |           |                |            |               |               |                          |                      |            |            |            |

## Episcopologio
- P. Andrzej Madej, O.M.I., desde el 29 de septiembre de 1997